# Бантинг, Стивен
Стивен Бантинг (англ. Stephen Bunting; род. 21 января 1985, Ливерпуль) — английский профессиональный дартсмен, выступающий в турнирах под эгидой PDC. До 2014 года выступал в турнирах BDO. Известен под прозвищем The Bullet (Пуля).
Чемпион мира (BDO) 2014 года. Победитель 41 профессионального турнира, в том числе 5 мейджоров. Двукратный победитель World Masters (2012, 2013) и победитель Zuiderduin Masters (2012) под эгидой BDO. Победитель турнира Masters (2024) под эгидой PDC.

## Результаты на чемпионатах мира

### BDO
- 2004: Второй раунд (поражение от Тэда Хэнки 0–3)
- 2005: Первый раунд (поражение от Джона Хендерсона 0–3)
- 2009: Первый раунд (поражение от Гэри Робсона 1–3)
- 2010: Второй раунд (поражение от Тони О'Ши 0–4)
- 2011: Четвертьфинал (поражение от Дина Уинстэнли 1–5)
- 2013: Второй раунд (поражение от Дэрила Фиттона 2–4)
- 2014: Победитель (победа над Аланом Норрисом 7–4)

### PDC
- 2015: Четвертьфинал (поражение от Раймонда ван Барневельда 4–5)
- 2016: Второй раунд (поражение от Раймонда ван Барневельда 3–4)
- 2017: Первый раунд (поражение от Даррена Уэбстера 2–3)
- 2018: Первый раунд (поражение от Димитри ван ден Берга 1–3)
- 2019: Второй раунд (поражение от Люка Хамфриса 1–3)
- 2020: Четвертый раунд (поражение от Майкла ван Гервена 0–4)
- 2021: Полуфинал (поражение от Гервина Прайса 4–6)
- 2022: Второй раунд (поражение от Росса Смита 2–3)
- 2023: Четвертьфинал (поражение от Майкла Смита 3–5)
- 2024: Четвертый раунд (поражение от Майкла ван Гервена 0–4)
- 2025: участвует